# Luzonmalkoha
Luzonmalkoha (Dasylophus cumingi) är en fågel i familjen gökar inom ordningen gökfåglar. Den förekommer i norra Filippinerna. Arten minskar i antal, men beståndet anses vara livskraftigt.

## Utseende och läte
Luzonmalkohan är en stor och spektakulär fågel med lång stjärt. Fjäderdräkten är svartaktig, med glansiga vingar, vitspetsad stjärt och rostrött på undersidan och ryggen. På huvudet syns en gul näbb, röd bar hud framför och bakom ögat och en vit huva med en fjällig linje ner från näbben och upp över hjässan. Lätet är ett rysligt ljust skrik.

## Utbredning och systematik
Luzonmalkohan förekommer i norra Filippinerna (Luzon, Marinduque och Catanduanes). Den behandlas som monotypisk, det vill säga att den inte delas in i några underarter.

## Levnadssätt
Luzonmalkohan hittas i skogsområden både i lågland och bergstrakter. Den födosöker på alla nivåer i skogen efter insekter och annan animalisk föda, framför allt bland snåriga klängväxter. Ibland slår den följe med kringvandrande artblandade flockar.

## Status och hot
Arten har ett stort utbredningsområde, men tros minska i antal, dock inte tillräckligt kraftigt för att den ska betraktas som hotad. Internationella naturvårdsunionen IUCN listar därför arten som livskraftig (LC).

## Namn
Fågelns vetenskapliga artnamn hedrar Hugh Cuming (1791-1865), engelsk naturforskare och samlare av specimen.